# Mpanda (Tanzania)
Mpanda è una città della Tanzania, situata nella regione di Katavi, della quale è capoluogo.